# نويل ساندز
نويل ساندز (بالإنجليزية: Noel Sands)‏ هو لاعب قذف بريطاني، ولد في 1968 في Portaferry ‏ في المملكة المتحدة.